# Saison cyclonique 2022 dans l'océan Atlantique nord
La saison cyclonique 2022 dans l'océan Atlantique nord est la saison des ouragans atlantiques qui officiellement se déroule selon l'Organisation météorologique mondiale du 1er juin 2022 au 30 novembre 2022 (les dates réelles varient d'année en année), mais pour laquelle des prévisions météorologiques tropicales sont régulièrement publiées dès le 15 mai. Le National Hurricane Center (NHC) américain émet des avis et avertissements visant ce bassin océanique pour les cyclones tropicaux mais également, depuis 2017, pour des « cyclones tropicaux potentiels »,. Les avis pour ces tempêtes potentielles ont le même contenu que les avis normaux mais incluent la probabilité de développement.
La première tempête nommée fut Alex le 5 juin. C'était la première fois depuis 2014 dans l’Atlantique nord, qu'il n'y a pas eu de cyclone tropical nommé avant le 1er juin, début officiel de la saison. Il a fallu attendre la fin du mois pour qu'un système mal organisé soit déclaré un cyclone tropical potentiel et le 1er juillet pour qu'il devienne la tempête tropicale Bonnie juste avant de frapper le Costa Rica et le Nicaragua. Ce dernier est devenu le premier système depuis 2016 à survivre le passage de l'Atlantique au Pacifique et même à y devenir un ouragan.
Après la faible tempête tropicale Colin, dissipée le 3 juillet, aucun autre cyclone ne s'est formé durant deux mois principalement à cause d'une injection de poussières venant d'Afrique de l'ouest. Septembre a cependant vu un déferlement de 7 systèmes dont les ouragans majeurs Fiona et Ian, ce dernier faisant près de 150 morts et des dégâts s'élevant dans les dizaines de milliards $US. En octobre, le rythme a diminué grandement mais Julia a fait plus de 90 morts tout en devenant le second cyclone de la saison à traverser dans le Pacifique avant de se dissiper. En novembre, il y a eu un regain d'activité avec trois ouragans de catégorie 1 durant la première moitié du mois, dont Nicole qui a causé des dégâts importants en Floride. Ce dernier système est devenu post-tropicale le 11 novembre, terminant la saison.

## Prévisions
Avant et pendant la saison, plusieurs services météorologiques nationaux et agences scientifiques prévoient combien de tempêtes tropicales, d'ouragans et d'ouragans majeurs (Catégorie 3 ou plus sur l'échelle de Saffir-Simpson) se formeront pendant une saison. Ces organismes comprennent le Consortium sur les risques de tempête tropicale (TSR) du University College de Londres, le National Weather Service de la National Oceanic and Atmospheric Administration (NOAA) américaine et l'Université d'État du Colorado (CSU). Les prévisions comprennent des changements hebdomadaires et mensuels des facteurs importants qui influencent ce nombre.
Certaines de ces prévisions prennent également en compte ce qui s'est passé au cours des saisons précédentes et l'état du cycle de l'ENSO comme la présence d'un événement La Niña ou El Niño. En moyenne, une saison des ouragans de l'Atlantique entre 1981 et 2010 a comporté douze tempêtes tropicales, six ouragans et trois ouragans majeurs, avec un indice d'énergie cyclonique accumulée (ACE) compris entre 66 et 103 unités.

### Prévisions d'avant saison
| Source                                                  | Date                                                    | Tempêtes nommées | Ouragans         | Ouragans majeurs         | Réf.                    |
| ------------------------------------------------------- | ------------------------------------------------------- | ---------------- | ---------------- | ------------------------ | ----------------------- |
| TSR                                                     | 10 décembre 2021 6 avril 2022 5 juillet 2022            | 18               | 8 9              | 3 4                      | [ 3 ] [ 4 ] [ 5 ]       |
| CSU                                                     | 9 décembre 2021 7 avril 2022 7 juillet 2022 4 août 2022 | 13 à 16 19 20 18 | 6 à 8 9 10 8     | 2 à 3 4 5 4              | [ 6 ] [ 7 ] [ 8 ] [ 9 ] |
| NCSU                                                    | 20 avril 2022                                           | 17 à 21          | 7 à 9            | 3 à 5                    | [ 10 ]                  |
| Met Office                                              | 23 mai 2022 2 août 2022                                 | 18 16            | 9 6              | 4                        | [ 11 ] [ 12 ]           |
| NOAA (NWS)                                              | 24 mai 2022 4 août 2022                                 | 14 à 21 14 à 20  | 6 à 10           | 3 à 6 3 à 5              | [ 13 ] [ 9 ]            |
| CEPMMT/ Météo-France                                    | 7 juin 2022 9 août 2022                                 | 18 à 19 17 à 18  | 9 à 10 7 à 8     | -                        | [ 14 ] [ 15 ]           |
| ––––––––––––––––––––––––––––––––––––––––––––––––––––––– |                                                         |                  |                  |                          |                         |
|                                                         |                                                         | Tempête nommées  | Ouragans         | Ouragan majeurs          | Réf.                    |
| Moyenne (1981–2010)                                     | Moyenne (1981–2010)                                     | 12,1             | 6,4              | 2,7                      | ,                       |
| Moyenne (1991–2020)                                     | Moyenne (1991–2020)                                     | 14,4             | 7,2              | 3,2                      | [ 18 ]                  |
| Record d'activité maximum                               | Record d'activité maximum                               | 30 (saison 2020) | 15 (saison 2005) | 7 (saisons 2005 et 2020) | [ 2 ]                   |
| Record de plus faible activité                          | Record de plus faible activité                          | 4 (saison 1983)  | 2 (saison 1982)  | 0 (saison 1994)          | [ 2 ]                   |

Le 9 décembre 2021, la CSU a publié une prévision à très long terme pour la saison des ouragans 2022. On y mentionnait une activité légèrement supérieure à la moyenne et, avec une probabilité de 40 %, 13 à 16 tempêtes nommées, 6 à 8 ouragans, 2 à 3 ouragans majeurs et un indice d'énergie cumulative des cyclones tropicaux (ACE) d'environ 130 unités. Le TSR a également publié une prévision le 10 décembre 2021 qui mentionnait une activité tropicale globale proche de la moyenne pour son indice ACE, mais anticipait la formation de 18 tempêtes tropicales, 8 ouragans et 3 ouragans intenses au cours de la saison. Ces prévisions se basaient sur l'attente d'une condition neutre d'El Niño – Oscillation australe (ENSO) jusqu'au troisième trimestre de 2022 mais l'incertitude était grande.
Le 6 avril 2022, le TSR a émis une première mise à jour pour la saison 2002 qui serait plus active que la moyenne mais pas autant que lors des deux années précédentes. L'organisme prévoyait 18 tempêtes nommées, 8 ouragans, dont 4 majeurs, et une ACE de 138. Le lendemain, la CSU a publié sa première prévision régulière avec une activité bien supérieure à la moyenne comprenant 19 tempêtes nommées, 9 ouragans, dont 4 majeurs, et un indice ACE de 160 unités,,. Les deux prévisions étaient basées sur des températures de surface de la mer supérieures à la moyenne dans l'océan Atlantique subtropical et la mer des Caraïbes ainsi qu'un La Niña allant de neutre à un faible, ce qui ne produit qu'un faible cisaillement des vents sur le bassin.
Le 20 avril, c'était au tour de l'université d'État de la Caroline du Nord (NCSU) d'émettre ses prévisions d'une saison supérieure à la moyenne avec 17 à 21 tempêtes nommées, 7 à 9 ouragans dont 3 à 5 ouragans majeurs.
Le 23 mai, le Met Office a publié sa première prévision, lui aussi mentionnant une saison plus active que la normale avec 70 % de probabilité d'avoir 18 tempêtes nommées avec 9 ouragans dont 4 majeurs. Le lendemain c'était au tour du Climate Prediction Center de la NOAA de faire de même, prévoyant de 14 à 21 tempêtes et 6 à 10 ouragans dont 3 à 6 majeurs.
Le 7 juin, Météo-France et le Centre européen de prévision météorologique à moyen terme (CEPMMT) ont à leur tour prévu une activité cyclonique significativement supérieure à la moyenne sur l'Atlantique tropical soit 18 à 19 cyclones nommés (±4), dont 9 à 10 ouragans (±3), et une énergie autour de 160. La fourchette des valeurs montrait une grande incertitude sur les facteurs en jeu soit : l'intensité de l'événement La Niña et les températures de l’océan Atlantique prévus légèrement supérieures aux normales de saison.

### Mises à jour en saison
Le 5 juillet, le TSR a publié sa troisième prévision pour la saison, augmentant légèrement son nombre à 18 tempêtes nommées, 9 ouragans et 4 ouragans majeurs en grande partie sur la persistance de la faiblesse de La Niña au troisième trimestre de l'année.
Le 7 juillet, la CSU a mis à jour ses prévisions saisonnières, augmentant le nombre de cyclones tropicaux à 20 tempêtes nommées, 10 ouragans, 5 ouragans majeurs et un indice ACE global de 180 unités. L'organisme bas sa prévision sur un risque plus faible d'El Niño au cours de la saison et des températures de surface dans l'Atlantique tropical plus chaud que la moyenne,.
Le 2 août, c'était au tour du Met Office de mettre à jour ses prévisions avec 16 tempêtes nommées, 6 ouragans et 4 ouragans majeurs, soit une légère baisse. Deux jours plus tard, la NOAA et le CSU ont révisé légèrement à la baisse leurs perspectives d'activité, mais toujours avec des chiffres dépassant la moyenne sur 30 ans, surtout à cause d'un refroidissement anormal dans l'Atlantique subtropical oriental et central. Le 9 août, c'était au tour de Météo-France d'ajuster ses prévisions avec 17 à 18 cyclones nommés (± 4), dont 7 à 8 ouragans (± 2), et une énergie de 150, soit légèrement à la baisse car les températures de surface de l’océan Atlantique nord était plus faibles que prévu mais toujours supérieures aux normales.

## Noms des tempêtes
La liste des noms utilisée pour nommer les tempêtes et les ouragans pour 2022 sera la même que celle de la saison cyclonique 2016, sauf Martin et Owen qui ont remplacé respectivement Matthew et Otto qui ont été retirés à cause de leurs impacts. Les noms utilisés en 2022 qui pourraient faire l'objet d'un retrait à cause de leurs effets seront annoncés au printemps 2023 lors de la réunion de l'Organisation météorologique mondiale.
Depuis 2021, le comité sur les ouragans de l'Organisation météorologique mondiale a décidé de ne plus utiliser des noms provenant de l'alphabet grec, utilisation qui a créé certains problèmes antérieurement, au cas où la liste principale serait épuisée comme en 2020. En remplacement, il a été convenu de créer une liste complémentaire de noms par ordre alphabétique pour toutes les lettres de l'alphabet (à l'exclusion des lettres Q, U, X, Y et Z peu usitées).
| TT | Alex     |
| TT | Bonnie   |
| TT | Colin    |
| C1 | Danielle |

| C2 | Earl    |
| C4 | Fiona   |
| TT | Gaston  |
| TT | Hermine |

| C5 | Ian   |
| C1 | Julia |
| TT | Karl  |
| C1 | Lisa  |

| C1  | Martin |
| C1  | Nicole |
| N/D | Owen   |
| N/D | Paula  |

| N/D | Richard  |
| N/D | Shary    |
| N/D | Tobias   |
| N/D | Virginie |

| N/D | Walter |

| TT | Alex     |
| TT | Bonnie   |
| TT | Colin    |
| C1 | Danielle |

| C2 | Earl    |
| C4 | Fiona   |
| TT | Gaston  |
| TT | Hermine |

| C5 | Ian   |
| C1 | Julia |
| TT | Karl  |
| C1 | Lisa  |

| C1  | Martin |
| C1  | Nicole |
| N/D | Owen   |
| N/D | Paula  |

| N/D | Richard  |
| N/D | Shary    |
| N/D | Tobias   |
| N/D | Virginie |

| N/D | Walter |

## Chronologie des événements
| D | T | 1 | 2 | 3 | 4 | 5 |

## Résumé de la saison
| Cyclone | Directs | Indirects | Dommages (Milliards $US) | Réf.   |
| ------- | ------- | --------- | ------------------------ | ------ |
| Alex    | 4       | 0         | >0,025                   | ,      |
| Bonnie  | 5       | 0         | >0,025                   | ,      |
| Colin   | 0       | 1         | N/D                      | [ 29 ] |
| Earl    | 0       | 2         | N/D                      | [ 30 ] |
| Fiona   | 29      | 2         | >3                       | ,      |
| Hermine | 33      | 0         | N/D                      | [ 40 ] |
| Ian     | 161     | 3         | 67 à 113                 | ,      |
| Julia   | 91      | 0         | N/D                      | ,      |
| Karl    | 1       | 0         | N/D                      | [ 51 ] |
| Nicole  | 7       | 4         | ~1                       | ,      |
| Total   | 331     | 12        | 71 à 121                 |        |
| Total   | 343     |           | 71 à 121                 |        |

### Début
Pour la première fois depuis 2014 dans l’Atlantique nord, il n'y a pas eu de cyclone tropical nommé avant le 1er juin, début officiel de la saison. Cependant, les restes de l'ouragan Agatha qui a frappé la côte ouest du Mexique le 30 mai menaçaient de se redévelopper sur la mer des Caraïbes au tout début juin,. C'est finalement le 2 juin que la saison a démarré avec la formation dans le golfe du Mexique du premier système potentiel, qui est devenu la tempête tropicale Alex le 5 sur l'Atlantique après avoir traversé la Floride.
Le 23 juin, le NHC a commencé à suivre un système mal organisé traversant l'Atlantique tropical. Il a été déclaré un cyclone tropical potentiel le 27 alors que le mauvais temps se dirigeait vers les Petites Antilles et la côte sud-américaine. Bien qu'il les ait atteintes, il n'est devenu la tempête tropicale Bonnie que le 1er juillet, juste avant de frapper le Costa Rica et le Nicaragua. Pour la première fois depuis 2016, ce système a survécu au passage de l'Atlantique au Pacifique le lendemain où il est devenu un ouragan. Le 2 juillet, la faible tempête tropicale Colin est apparue sur les Carolines et s'y est dissipée rapidement.
Depuis la dissipation de Colin, l'activité a été inexistante avec le plus long laps de temps entre les systèmes depuis la saison cyclonique de 1999 malgré le renforcement de La Niña. Ainsi, le 10 août, le National Hurricane Center et le CSU ont signalé que le total saisonnier de l'énergie cumulative des cyclones tropicaux n'était que de 2,8 unités par rapport à la moyenne de 1991 à 2020 de 12,3. Au 17 août, aucun nouveau système n'était à l'horizon et c'est aussi la première fois depuis 2017 qu'à cette date en août il n'y avait pas encore eu un seul ouragan atlantique (Franklin est devenu un ouragan le 9 août 2017). Selon le météorologue Bob Henson, cela serait dû au déplacement depuis des semaines d'une couche d'air sec et chargé de particules venant du Sahara à travers l'Atlantique tropical, réduisant l'instabilité et l'humidité nécessaire pour alimenter les averses et les orages dans cette zone normalement favorable au développement.

### Explosion de cas en septembre
Après deux mois sans activité, Danielle est apparue le 1er septembre et est devenue le premier ouragan de la saison le lendemain. C'est la première fois qu'aucun cyclone tropical ne s'est formé en août dans l'Atlantique depuis la saison 1997 et seulement la troisième fois qu'il n'y a pas eu d'ouragans nommés en août depuis 1960. Ce cyclone tropical s'est formé exceptionnellement loin au nord, près de 38 °N, soit l'une des formations les plus au nord jamais enregistrées pour une tempête nommée en septembre. Il a erré au milieu de l'Atlantique nord plus d'une semaine.
Le 3 septembre, c'était au tour d'Earl de se former au large des Petites Antilles puis de remonter vers le nord, passer près des Bermudes à la catégorie 2 et de devenir une tempête des latitudes moyennes en arrivant au sud-est de Terre-Neuve le 10 septembre. À un certain moment, le National Hurricane Center pensait qu'Earl deviendrait un ouragan majeur mais une combinaison de facteurs ont prévenu cette intensification. C'est ensuite Fiona qui est apparu le 14 septembre au large des Petites Antilles a durement touché la Guadeloupe et Porto Rico avant devenir le premier ouragan majeur de la saison le 20 septembre en direction des Bermudes, qu'il passe à l'ouest à la catégorie 4, pour finalement dévaster les provinces de l'Atlantique du Canada les 24 et 25 septembre comme tempête post-tropicale.
Pendant que Fiona rageait sur l'ouest du bassin Atlantique, deux faibles tempêtes tropicales, Gaston et Hermine, se sont formées sur l'Est. La première a donné pluie et vents forts vents aux Açores, la seconde aux îles Canaries. Le 23 septembre, Ian s'est lui formé au large de l'Amérique du Sud dans la mer des Caraïbes et est devenu un ouragan trois jours plus tard en se dirigeant vers l'ouest de Cuba. Ce dernier a été frappé par Ian devenu ouragan majeur le 27 septembre, y causant des dégâts importants. L'ouragan est devenu un ouragan de catégorie 4 sur le golfe du Mexique avant de toucher la côte sud-ouest de la Floride le 28 septembre et de causer des dégâts historiques en traversant cet État. Il a ensuite débouché dans l'Atlantique comme tempête tropicale mais est redevenu un ouragan de catégorie 1 dans de toucher la côte des Carolines le 30 septembre et de se dissiper dans les terres.

### Octobre et novembre
Le mois de septembre s'est terminé par une faible dépression tropicale, Onze, au milieu de l'Atlantique tropical. Octobre a débuté de la même manière avec Douze mais fut suivi par le cyclone tropical potentiel Treize qui a pris du temps à s'organiser le long de la côte du Venezuela. Il y a quand même causé des glissements de terrain mortels avant de devenir une tempête tropicale, puis l'ouragan Ian, qui a frappé le Nicaragua à la catégorie 1, et d'être le second système de la saison à passer dans le bassin du Pacifique nord-est.
Du 11 au 15 octobre, la faible tempête tropicale Karl a erré dans la baie de Campêche, au large du sud du Mexique, mais le cisaillement des vents et l'injection d'air sec aux niveaux moyens en ont eu raison. Il s'est ensuivi deux semaines sans activité. Le 30 octobre, un bulletin pour un cyclone tropical potentiel fut émis pour une système mal organisé au large des îles ABC qui deviendra la tempête tropicale Lisa le lendemain. Celle-ci a traversé la mer des Caraïbes et est devenue un ouragan de catégorie 1 avant de frapper le Belize le 2 novembre. Faiblissant rapidement ensuite, Lisa a rejoint la baie de Campêche le 4 en tant que dépression tropicale et celle-ci s'est dissipée le lendemain.
Presque en même temps, Martin est apparu inespérément entre les Bermudes et les Açores. Il est devenu un ouragan de catégorie 1 avant de transiter vers une intense tempête des latitudes moyennes, entre Terre-Neuve et l'Irlande, le 3 novembre. Selon les données historiques de la NOAA, Martin est l'ouragan le plus au nord jamais observé aussi tard en saison dans l'Atlantique, soit à une latitude de 45,6 ° N. Il bat le record tenu par un ouragan sans nom qui a atteint 45,12 ° N le 6 novembre 1891. Ce sont les eaux exceptionnellement chaudes, de plus de 2 degrés Celsius au-dessus de la moyenne, qui ont aidé Martin à battre ce record. La tempête tropicale Nicole s'est formée le 7 novembre au nord de Porto Rico et a frappé le nord des Bahamas le 9. Elle est devenue un ouragan avant de toucher la côte Est de la Floride le 9, l'un des rares ouragan de novembre à toucher les États-Unis. Après sa traversée de l'État, le système est retombé à dépression tropicale en Géorgie puis a accéléré vers le nord-est, devenant post-tropical le 11 novembre. Ceci a terminé la saison 2022.

## Cyclones tropicaux

### Tempête tropicaleAlex
L'ouragan de catégorie 2 du Pacifique nommé Agatha a frappé la côte sud-ouest du Mexique près de Puerto Ángel, Oaxaca le 30 mai. Le système s'est ensuite déplacé vers le nord-est tout en faiblissant rapidement pour dégénérer en une dépression résiduelle sur le terrain montagneux du sud du Mexique. Cependant, l'onde tropicale en altitude a poursuivi vers la péninsule du Yucatán. À 21 h UTC le 2 juin, le NHC a émis un premier bulletin pour le cyclone tropical potentiel Un alors qu'un large centre dépressionnaire mal défini et associé à une zone orageuse entre la péninsule du Yucatán et Cuba pouvait devenir un système tropical au cours des 24 heures suivantes. Des veilles de tempête tropicale ont été lancées pour Cuba et la Floride par la même occasion, surtout pour des pluies torrentielles.
Le 3 juin, le système n'a pas réussi à développer un centre unique en traversant le sud du golfe du Mexique à cause du cisaillement des vents et d'un apport d'air sec dans son quadrant ouest, ressemblant plutôt à un creux allongé. À 3 h UTC le 4, le NHC rapportait que les accumulations de pluie sur l'ouest de Cuba dépassaient les 250 mm en 24 heures. À 12 h UTC, le cyclone potentiel a atteint le sud-ouest de la Floride, toujours mal organisé et en accélération vers le nord-est. À 21 h UTC, il ressortait sur l'Atlantique.
C'est durant la nuit suivante, à 6 h UTC, que le NHC a finalement reclassé le système comme tempête tropicale nommée Alex à 265 km à l'est-nord-est de Fort Pierce, Floride. Les Bermudes furent mises en alerte, fermant entre autres les écoles et annulant les transports publics pour le lundi 6 juin. La nuit du 5 au 6 juin, la tempête a atteint son maximum avec des vents de 110 km/h et une pression centrale de 988 hPa tout en entamant sa transition post-tropicale. À 12 h UTC, elle est passée à 165 km au nord de l'archipel et des vents de 89 km/h avec rafales à 116 km/h ont été rapportés par une bouée météorologique. À 21 h UTC, le NHC a émis son dernier message à propos d'Alex alors que le système est devenu une tempête des latitudes moyennes à 525 km au nord-est des Bermudes, se dirigeant rapidement vers l'Atlantique nord.
Le précurseur d'Alex a fait 4 morts à Cuba ainsi que des dégâts importants par inondation. Des inondations ont aussi frappé le sud de la Floride avec une accumulation de pluie jusqu'à 377 mm à Hollywood,. Par contre aux Bermudes, les dégâts furent mineurs.

### Tempête tropicaleBonnie
Pour les articles homonymes, voir Cyclone tropical Bonnie.
Une onde tropicale est sortie de la côte africaine, bien au sud des îles du Cap-Vert, et le NHC a commencé à l'inclure dans son bulletin de surveillance le 23 juin. En se dirigeant vers l'ouest, elle est a développé une zone de convection de mieux en mieux organisée. Le 26 juin, la probabilité de formation d'un système tropical a dépassé 50 % alors que l'onde était à plus de 1 600 km à l'est-sud-est des Petites Antilles. Le lendemain à 21 h UTC, le premier bulletin pour le cyclone tropical potentiel Deux a été émis alors qu'un avion chasseur d'ouragans a rapporté que, bien qu'encore mal organisée, l'onde montrait des vents de force de tempête tropicale en certains endroits. Les gouvernements de Trinité-et-Tobago ainsi que de la Grenade ont émis des veilles et alertes cycloniques. Les veilles ont rapidement été étendues à la côte caribéenne du Venezuela et aux îles ABC néerlandaises.
Un peu après 0 h UTC le 29 juin, le système, encore sans centre dépressionnaire défini, est passé sur l'île de la Trinité. Il est entré ensuite dans l'extrême sud de la mer des Caraïbes alors que les veilles et alertes étaient allongées à la côte colombienne. Se déplaçant à plus de 30 km/h le long de la côte du Venezuela, il dépassa Curaçao moins de 24 heures plus tard et les veilles furent étendues jusqu'au Costa Rica et au Nicaragua. Le cyclone potentiel a ensuite traversé la péninsule de Guajira pour déboucher dans le sud-ouest de la mer des Caraïbes.
Finalement libre de la friction de la côte et dans des conditions favorables à son développement, le système s'est mieux organisé. À 13 h 15 UTC le 1er juillet, le NHC l'a donc reclassé tempête tropicale Bonnie à la suite des informations recueillies par un avion de reconnaissance. Elle était alors à 370 km à l'est sud-est de Bluefields, Nicaragua. S'intensifiant jusqu'à avoir des vents soutenus de 85 km/h, la tempête a touché la côte à la frontière entre le Costa Rica et le Nicaragua à 3 h UTC le 2 juillet. Bonnie a ensuite traversé ces pays, laissant de fortes accumulations de pluie, et est ressortie sur l'océan Pacifique vers 12 h UTC. C'était la première fois qu'un cyclone tropical a survécu au passage de l'Atlantique au Pacifique depuis l'ouragan Otto en 2016. La tempête s'est transformée dans ce bassin océanique en ouragan Bonnie le 4 juillet, juste au sud de Salina Cruz, Oaxaca, Mexique.
À Trinité-et-Tobago, le cyclone potentiel a causé des dommages minimes, certaines régions recevant de fortes pluies causant des inondations alors que le vent a soufflé quelques toits et cassé des arbres. À Tobago, une femme de 79 ans qui se trouvait à l'intérieur d'une maison en bois qui s'est effondrée en est sortie indemne. Plus de 200 000 clients dans tout le pays ont perdu l'accès à l'eau potable, ce qui a affecté 26 communautés et plusieurs installations de traitement de l'eau, les pluies rendant les eaux turbides.
Au Costa Rica, le gouvernement a confirmé que 3 572 personnes avaient été évacuées dans différentes parties du pays vers des abris, après avoir enregistré des inondations et des glissements de terrain. Dans la province de Chiriquí, au Panama, plusieurs familles ont été évacuées en raison de glissements de terrain et de fortes pluies. En Colombie, le gouvernement a mis l'île de San Andrés en Alerte. Au Venezuela, les classes et liaisons aériennes ont été suspendues. Au Nicaragua, Bonnie a provoqué le débordement de rivières sur tout le territoire selon les médias officiels. Une fois passée dans le Pacifique, la tempête a causé au Salvador des chutes d'arbres et de murs en plus d'inondations qui ont entraîné et renversé des véhicules.
Bonnie a fait un mort au Salvador et au moins quatre décès au Nicaragua,.

### Tempête tropicaleColin
Une zone dépressionnaire a émergé au large de la côte de Savannah en Géorgie à 18 h UTC le 1er juillet. À 9 h UTC le lendemain, la tempête tropicale Colin s'est formée à 80 km au sud-ouest de Myrtle Beach, Caroline du Sud, entrant dans les terres mais longeant la côte vers le nord-est.
À 3 h UTC le 3, le NHC a déclassé le système en dépression tropicale alors qu'il était à 20 km au nord de Wilmington (Caroline du Nord) et que son organisation devenait problématique à cause du fort cisaillement des vents et d'air sec en altitude. À 9 h UTC, le NHC l'a déclaré dépression résiduelle non tropicale en dissipation et a cessé ses bulletins.
Les pluies les plus intenses et les vents forts de Colin sont restés au-dessus de l'Atlantique. Les accumulations de pluie signalées allèrent ainsi de 50 à 75 mm dans certaines parties de l'intérieur des Carolines jusqu'à près de 180 mm au large de Charleston (Caroline du Sud),. Aucun dommage n'a été rapporté avec ce système mais il a cependant forcé l'annulation de certains événements de la longue fin de semaine de la fête nationale américaine du 4 juillet à Charleston (Caroline du Sud) et à Southport (Caroline du Nord) en raison de l'accumulation d'eau sur les terrains des événements et des risques pour les participants.
La dépression post-tropicale a provoqué de fortes vagues le long des plages. À Oak Island (Caroline du Nord) plusieurs nageurs ont dû être rescapés le 3 juillet et les autorités ont rapporté une noyade.

### OuraganDanielle
Une zone dépressionnaire s'est formée le long d'un front en dissipation au-dessus de l'Atlantique subtropical central le 30 août. Tôt le matin du 1er septembre, la perturbation était devenue suffisamment organisée pour être désignée Dépression tropicale Cinq, avant d'être ensuite reclassée en tempête tropicale Danielle à 15 h UTC à 1 545 km à l'ouest des Açores. Danielle dérivait alors vers l'est à 2 nœuds (4 km/h), son déplacement entravé par un fort anticyclone d'altitude. Cependant, son développement était favorisé par une température de surface de l'océan anormalement élevée pour la saison à cet endroit, soit environ 27 °C.
Le 2 septembre à 15 h UTC, le NHC a rehaussé le système à ouragan de catégorie 1 dans l'échelle de Saffir-Simpson, le premier ouragan de la saison 2022. Son déplacement est devenu pratiquement nul ensuite. Cela a produit une remontée d'eau froide qui l'a fait retomber temporairement en tempête tropicale tôt le lendemain matin. Le système est redevenu ouragan dans la nuit du 3 au 4 septembre.
Danielle s'est ensuite lentement intensifié et a commencé à se déplacer vers le nord-nord-est. Après avoir atteint un pic de vents soutenus de 150 km/h tôt le 5 septembre, l'intensité du système a commencé à fluctuer. Le 7 septembre, sa trajectoire s'incurvait vers le nord-est et son diamètre avait considérablement élargi, on retrouvait des vents de force de tempête jusqu'à 370 km de son centre, causant de fortes houles sur une vaste zone. Le système montrait également des signes de transition extratropicale à l'approche d'un creux frontal venant de l'ouest.
À 9 h UTC le 8 septembre, Danielle est retombé au niveau de tempête tropicale à 1 060 km au nord-nord-ouest des Açores en se déplaçant à 26 km/h. À 15 h UTC, le NHC a déclaré que le système était devenu un cyclone post-tropical avec des vents soutenus de 100 km/h. Cette dépression des latitudes moyennes devait ensuite se déplacer sur une boucle dans le sens inverse des aiguilles d'une montre pendant les 36 heures suivantes puis se diriger vers le sud-est en faiblissant. Bien que faiblissante, elle contenait encore beaucoup d'humidité et est allée se dissiper au large du Portugal le 15 septembre,.

### OuraganEarl
Une onde tropicale est sortie de la côte ouest de l'Afrique le 24 août. Elle a lentement traversé l'Atlantique tropical tout en ayant beaucoup de difficulté à s'organiser. Le 31 août, l'onde dépassait malgré tout les 80 % de probabilité de devenir un cyclone tropical en approchant des Petites Antilles. À 3 h UTC le 3 septembre, le NHC l'a finalement déclaré une tempête tropicale, nommée Earl, alors qu'elle était à 295 km à l'est de la portion nord des Petites Antilles, grâce à un rapport d'avion chasseur d'ouragans.
Le matin du 4 septembre, Earl passait à 125 km au nord de Saint-Thomas (îles Vierges des États-Unis), suffisamment loin pour avoir un effet minimal. Cependant, un homme et une femme sont morts à Salinas (Porto Rico) après avoir été frappés par la foudre alors qu'ils faisaient de la motomarine, et un autre homme a été blessé dans le même événement. Le lendemain, sa trajectoire s'est incurvée vers le nord et le 6 septembre, le service météorologique des Bermudes a émis une première veille cyclonique.
À 0 h UTC le 7 septembre, le NHC a rehaussé Earl au niveau d'ouragan de catégorie 1 alors qu'il était à 885 km au sud des Bermudes, se basant sur les données reçues d'un avion de reconnaissance. À 3 h UTC le 8, Earl a atteint la catégorie 2 de l'échelle de Saffir-Simpson à 570 km au sud des Bermudes grâce à un affaiblissement du cisaillement des vents en altitude. Il avait alors un œil de 90 km de diamètre.
La nuit du 8 au 9 septembre, le centre d’Earl est passé à environ 145 km à l'est-sud-est des Bermudes. Les vents soutenus à l'aéroport international L.F. Wade ont atteint 60 km/h avec des rafales à 80 km/h et au Musée national des Bermudes on a enregistré une rafale de 108 km/h,. Plus de 1 500 clients à travers l'archipel ont perdu l'électricité mais aucun dommage à grande échelle n'a été constaté, seulement la chute localisée d'arbres et de branches,.
L'ouragan s'est dirigé ensuite vers le nord-est tout en accélérant et fluctuant d'intensité, tombant brièvement à la catégorie 1 malgré la température de surface de la mer favorable,. Le Service météorologique du Canada a émis des avertissements de pluie et de vents pour la péninsule d'Avalon à Terre-Neuve. Le 10 septembre au matin, Earl montrait des signes de transition extratropicale avec ses nuages s'étirant d'est en ouest et son œil perdant rapidement sa définition à l'approche d'un creux frontal. À 21 h UTC, le NHC a déclassé le système à tempête frontale intense lorsqu'il était à 345 km au sud du cap Race, Terre-Neuve. Un virage vers l'est-nord-est à déplacement lent et un faiblissement graduel était attendu les jours suivants.
La forte houle cyclonique a causé des bris au brise-lame sur la côte dans la région de Trepassey à Terre-Neuve. Ces bris s'ajoutèrent à ceux de l'ouragan Larry de 2021 ce qui a isolé 25 maisons et environ 35 personnes. De 175 à 200 mm de pluie sont tombés sur la région de Saint-Jean de Terre-Neuve, du 10 en après-midi à tôt le matin du 12 septembre, causant des inondations le long de la rivière Waterford. Les inondations ont bloqué des voitures dans les rues, fermés des parcs et remplis des sous-sols. Des accumulations similaires ont aussi été rapportées sur le reste de la péninsule d'Avalon dont 208 mm à Paradise. Les rafales maximales dans le sud-est de Terre-Neuve et à Saint-Pierre-et-Miquelon ont dépassé 80 km/h, atteignant même 114 km/h à l'île Verte et 58 nœuds (107 km/h) à Saint-Pierre mais ne faisant que des dégâts mineurs. Les pertes assurées au Canada sont estimées entre 300 et 700 millions de dollars américains et plus de 100 millions dans les Antilles.

### OuraganFiona
Tôt le 12 septembre, le National Hurricane Center a commencé à surveiller une onde tropicale sur l'Atlantique tropical central. Le 14 septembre à 15 h UTC, le premier bulletin fut émis pour la dépression tropicale Sept située à 1 300 km à l'est des Petites Antilles. À 1 h 45 UTC le 15, le système est reclassé tempête tropicale Fiona et les premières veilles ou alertes cycloniques sont émises pour les îles du nord de l'arc antillais peu après.
Vers 0 h UTC le 17, le centre de la tempête est passé juste au nord de la Guadeloupe, rasant la pointe nord de Grande-Terre, débouchant dans le nord de la mer des Caraïbes. Après avoir ralenti et tourné vers l'ouest-nord-ouest, Fiona a été reclassé ouragan de catégorie 1 à 15 h UTC le 18 septembre au sud de Ponce (Porto Rico). À 19 h 20 UTC, le centre de l'ouragan a touché la côte de Porto Rico près de Punta Tocon avec une pression centrale de 986 hPa et des vents soutenus de 140 km/h.

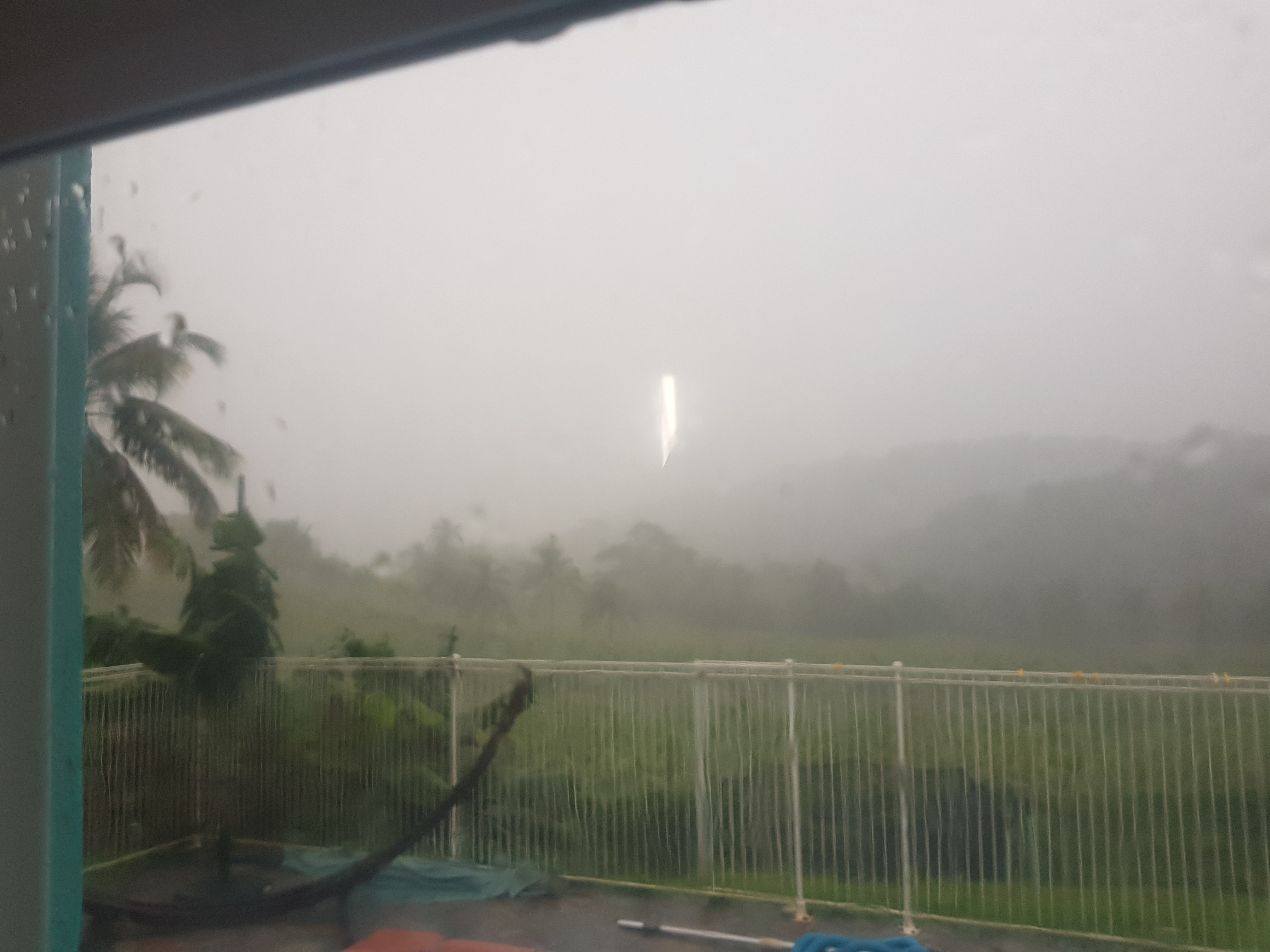
La tempête tropicale Fiona photographiée à Sainte-Rose (Guadeloupe).

Par la suite, Fiona a traversé le canal de la Mona et a touché la côte de la République dominicaine au sud de Punta Cana près de Boca de Yuma à 7 h 30 UTC le 19. Le système est ensuite ressorti sur l'Atlantique . À 21 h UTC, le NHC a rehaussé Fiona à la catégorie 2 de l'échelle de Saffir-Simpson.
À 6 h UTC le 20, Fiona est reclassé premier ouragan majeur (catégorie 3) de la saison 2022 alors qu'il était à 70 km au sud-sud-est de l'île de Grand Turk. À 6 h UTC le 21, l'ouragan est passé à la catégorie 4 à 170 km nord des îles Caïcos, en direction des Bermudes. Le système passe à 200 km des Bermudes à 12 h UTC le 23 septembre.
À 3 h UTC le 24, Fiona est devenu un cyclone post-tropical à 220 km à l'est d'Halifax (Nouvelle-Écosse) conservant cependant des vents soutenus de 165 km/h, équivalents à un ouragan de catégorie 2. Par la suite, le système a touché le Cap-Breton et est entré dans le golfe du Saint-Laurent toujours très intense. Il s'est ensuite dirigé vers le Labrador puis le Groenland.
Durant la nuit du 16 au 17, la Guadeloupe a reçu de grandes quantités de pluie et une personne est morte lorsque sa maison a été emportée dans les inondations à Rivière des Pères, un quartier de Basse-Terre. Au 30 septembre, les autorités de Porto Rico rapportaient 25 morts avec le passage de Fiona, dont un homme de 58 ans qui s'est noyé lorsqu'emporté par une rivière dans la ville de Comerío, tandis qu'un autre dans la trentaine est mort dans l'incendie d'un générateur. On rapporte deux morts en République dominicaine et trois au Canada avec d'importants dégâts,.

### Tempête tropicaleGaston
Le 15 septembre, le NHC a commencé à suivre une onde tropicale au milieu de l'Atlantique subtropical. Ayant originellement peu de chances de progresser, elle s'est graduellement mieux organisée et à 15 h UTC le 20, le premier bulletin pour la dépression tropicale Huit, située à 1 785 km à l'ouest-sud-ouest des Açores, a été émis. À 21 h UTC, le NHC a rehaussé le système à tempête tropicale Gaston.
À 12 h UTC le 22 septembre, Gaston se trouvait à 550 km à l'ouest-nord-ouest de l'île de Faial dans les Açores et se dirigeait vers l'archipel qui fut mis en avertissement de tempête tropicale. Vingt-quatre heures plus tard, elle était à 215 km au nord du même endroit.
Tournant au sud puis au sud-ouest, Gaston est passé à 75 km à l'ouest de Faial vers 3 h UTC le 24 septembre. Vingt-quatre heures plus tard, la tempête était au sud-ouest des îles les plus à l'ouest des Açores et se dirigeait vers l'ouest.
Gaston a été reclassé comme une dépression post-tropicale à 3 h UTC le 26 par le NHC. Le système était alors à 825 km à l'ouest de l'île de Faial et s'en éloignait tout en faiblissant.
De fortes pluies et des vents ont été signalés dans les Açores avec la tempête tropicale, en particulier dans les îles occidentales et centrales.

### Tempête tropicaleHermine
Le 20 septembre, le NHC a commencé à surveiller une onde tropicale sur l'Afrique de l'Ouest. Elle a émergé au large des côtes du Sénégal le 22 septembre, et malgré l'intrusion d'air sec, elle s'est rapidement organisée pour devenir la dépression tropicale Dix le lendemain. À 0 h UTC le 24, le NHC a rehaussé le système à tempête tropicale Hermine alors qu'il était à 470 km au nord-est des îles du Cap-Vert. C'est l'un des rares cyclones tropicaux à se former si à l'est, entre le Cap-Vert et la côte africaine, depuis 1851. À 21 h UTC le même jour, Hermine est retombé au niveau de dépression tropicale à 735 km au nord-nord-est du Cap-Vert. Passant sur des eaux plus froides et subissant une fort cisaillement des vents en altitude, Hermine est devenu post-tropical le matin du 25 septembre et le NHC a cessé ses bulletins. Le système résiduel a persisté pendant deux jours avant de se dissiper sur l'océan.
Hermine a donné de fortes pluies aux îles Canaries, provoquant des inondations localisées et des arbres abattus. Plus de 140 vols ont été annulés à travers l'archipel. La pluie, qui a duré trois jours, a laissé des accumulations de 100 mm à plusieurs endroits et même de 345 mm en une seule journée à La Palma, le plus grand événement pluviométrique d'une seule journée des annales de l'archipel.
La tempête a traversé une partie de l'océan Atlantique connue sous le nom de la « Route des Canaries » utilisée par les migrants de plusieurs pays africains qui cherchent à immigrer aux îles Canaries. Un bateau pneumatique transportant 34 migrants du Sahara occidental a pris la mer vers le 23 septembre et a rencontré une mer agitée qui l'a fait dériver 9 jours se soldant par la mort de 33 d'entre eux.

### OuraganIan
Le 19 septembre, le NHC a commencé à suivre une onde tropicale à l'est des Petites Antilles. Deux jours plus tard, elle est entrée sur le sud-est de la mer des Caraïbes, où furent signalées des rafales et de fortes pluies sur les îles ABC et sur la côte nord de l'Amérique du Sud le 22 septembre. Un fort cisaillement du vent en altitude dans le sillage de l'ouragan Fiona inhibait le développement d'un système en surface. Tôt le 23, la convection avait cependant augmenté et le NHC a émis son premier bulletin pour la dépression tropicale Neuf au nord des îles ABC. À 3 h UTC le 24, le système fut rehaussé à tempête tropicale Ian alors qu'il était à 625 km au sud-est de Kingston (Jamaïque). Des veilles et avertissements cycloniques ont été émis pour la Jamaïque et les îles Caïmans, puis pour Cuba.
À 9 h UTC le 26 septembre, le NHC a reclassé Ian comme un ouragan de catégorie 1 alors qu'il était à 150 km au sud-ouest des îles Caïmans dans des conditions très favorables à un développement rapide. Il est passé à 160 km à l'ouest des mêmes îles quelques heures plus tard et est devenu de catégorie 2 à 21 h UTC. Les alertes cycloniques sont étendues à la Floride.
Au cours de la nuit du 26 au 27 septembre, Ian est passé à la catégorie 3 supérieure. Le centre a frôlé l'ouest de l'île de la Jeunesse, puis touché la côte de Cuba près de La Coloma dans la province de Pinar del Río avec des vents de 205 km/h et une pression centrale de 952 hPa à 8 h 30 UTC. À 15 h UTC, il est passé dans le golfe du Mexique, ayant légèrement faibli à cause de la friction lors de son passage sur Cuba après que sa pression minimale a atteint 947 hPa sur terre.
Après être passé à l'ouest des Keys de Floride, le 28 septembre à 9 h UTC, Ian a atteint la catégorie 4 à 125 km à l'ouest sud-ouest de Naples (Floride) et a continué à s'intensifier et selon le rapport ultérieur du National Hurricane Center, il aurait même atteint la catégorie 5 à 12 h UTC,. L'ouragan a touché la côte floridienne à 20 h 35 UTC juste au sud de Punta Gorda, légèrement moins fort. Se déplaçant vers le nord-est sur terre, Ian a perdu rapidement de son intensité et de sa vitesse de déplacement. Il est redevenu une tempête tropicale à 9 h UTC le 29 à 70 km au sud-est d'Orlando (Floride) avant de rejoindre l'Atlantique quelques heures plus tard. Ian a repris de la vigueur sur le Gulf Stream et est redevenu un ouragan de catégorie 1 à 390 km au sud de Charleston (Caroline du Sud) vers 21 h UTC et sa trajectoire a tourné vers le nord.
Le 30 septembre à 18 h 5 UTC, Ian a touché terre pour la troisième fois près de Georgetown (Caroline du Sud). Quelques heures plus tard, le NHC a reclassé le système en dépression des latitudes moyennes alors que la convection profonde avait cessé avec la perte de sa source d'énergie, l'océan Atlantique, ayant encore des vents soutenus de 110 km/h observés au large sur le radar météorologique.
Ian a causé des dégâts importants à Cuba mais catastrophiques en Floride et dans les Carolines. Les inondations ont particulièrement touchées les villes de Fort Myers Beach et de Naples en Floride. Des millions de personnes se sont retrouvées sans électricité et plusieurs ont été contraints de se réfugier sur leurs toits pour fuir les flots. En plus des dégâts, les îles barrière de Sanibel et de Pine Island ont été coupée du reste de la Floride quand leur pont ou chaussée ont été coupés. Au 1er novembre 2022, on comptait au moins 148 morts et un grand nombre de personnes manquaient à l'appel. Dans le rapport final du National Hurricane Center du 3 avril suivant, le nombre de morts aux États-Unis a atteint 156 ce qui fait de l'ouragan Ian le 21e ouragan le plus meurtrier de l'histoire du pays selon le National Weather Service. Les dommages selon l'organisme Risk Management Solutions est de plus de 67 milliards $US. Le 20 janvier 2023, la NOAA estimait ces coûts à 133 milliards $US.

### Dépression tropicaleOnze
Tôt le 21 septembre, le NHC a commencé à surveiller une onde tropicale située à plusieurs centaines de kilomètres à l'ouest-sud-ouest des îles du Cap-Vert. Celle-ci a évolué vers l'ouest mais est restée dans un environnement d'air sec avec des vents défavorables en altitude. Peu ou pas d'organisation s'est produite au cours des jours suivants alors qu'elle serpentait au-dessus de l'Atlantique tropical central. Le cisaillement des vents est devenu un peu plus favorable le 25 septembre et de la convection persistante désorganisée a commencé à se former autour d'une zone dépressionnaire sous l'onde. Grâce à une meilleure organisation des orages le 28 septembre, le NHC a finalement nommé la zone une dépression tropicale à 15 h UTC.
Le système a toujours eu à faire face à des conditions défavorables et à 21 h UTC le 29, il était détérioré au point que le NHC l'a reclassé dépression résiduelle et a cessé de le suivre. La dépression Onze a toujours vécu en mer et n'a causé aucun dommage.

### Dépression tropicaleDouze
Tôt le 29 septembre, le NHC a commencé à surveiller une onde tropicale se déplaçant au large de la côte ouest de l'Afrique et associée avec une vaste zone d'orages. Se déplaçant dans un environnement propice à son développement, la perturbation est cependant restée désorganisée plusieurs jours sur l'Atlantique tropical oriental, au sud des îles du Cap-Vert. À partir du 3 octobre, la convection autour de son centre a commencé à s'étendre. Le 4, une petite circulation de surface bien définie s'est développée au sein de la perturbation, ce qui lui a valu d'être désignée dépression tropicale Douze à 21 h UTC à plus de 700 km à l'ouest des îles du Cap-Vert.
La dépression a toujours été dans un environnement peu favorable avec un cisaillement des vents d'altitude soufflant ses nuages loin du centre de surface et une injection d'air sec. Le NHC a fini par la déclarer dépression résiduelle à 3 h UTC le 7 octobre et cesser ses bulletins. Ayant toujours été en mer, aucun dégât ne lui est associé.

### OuraganJulia
Le 2 octobre, le NHC a commencé à suivre une onde à mi-chemin entre les îles du Cap-Vert et la côte sud-américaine qui montrait un potentiel de développement. Le matin du 5 octobre, l'onde est passée sur le sud des Petites Antilles et est entrée dans la mer des Caraïbes, longeant ensuite la côte du Venezuela tout en développant graduellement une centre de surface. Le 6 octobre à 15 h UTC, bien qu'encore mal organisé, le NHC a décidé de classer le système comme cyclone tropical potentiel Treize alors qu'il était à 240 km à l'est-sud-est de Curaçao. Le gouvernement colombien a émis des alertes cycloniques pour la côte de la péninsule de Guajira et l'archipel de San Andrés, Providencia et Santa Catalina.
À 3 h UTC le 7 octobre, le NHC a rehaussé le système à dépression tropicale près des îles ABC. À 15 h UTC, le système est passé à tempête tropicale, nommée Julia, à l'ouest de la péninsule de Guajira entrant sur des eaux très chaudes. Les alertes cycloniques ont été allongées à la côte caribéenne du Nicaragua et du Honduras.
Le 8 octobre, des alertes ont été émises pour la côte pacifique du Nicaragua, du Honduras et du Salvador car le NHC prévoyait que Julia devait traverser ces pays en direction du Pacifique. À 23 h UTC, le NHC a émis un bulletin spécial pour dire que le système était devenu un ouragan de catégorie 1 en passant sur l'île de San Andrés.
Le 9 octobre à 7 h 15 UTC, ce dernier a touché à la côte nicaraguayenne près de Laguna de Perlas à son apex avec des vents soutenus de 140 km/h et une pression centrale de 982 hPa. Les alertes furent allongées à la côte du Guatemala. À 15 h UTC, Julia est retombé à tempête tropicale en passant sur le relief montagneux et peu après 20 h UTC a atteint la côte pacifique à l'ouest de León (Nicaragua). Par la suite, Julia a longé la côte du Salvador et s'est dissipé en entrant au Guatemala.
Au 21 octobre 2022, les autorités rapportent 91 morts et 7 disparus, principalement au Venezuela, au Guatemala et au Salvador à cause des pluies abondantes et des glissements de terrain,,,,,,.

### Tempête tropicaleKarl
Le 10 octobre, le NHC a commencé à surveiller une perturbation située au nord de Julia. Elle s'est ensuite déplacée au-dessus de la baie de Campêche où les conditions étaient propices à son développement. À 21 h UTC le 11, les données d'un avion de reconnaissance ont permis de conclure à la formation de la tempête tropicale Karl au milieu de la baie et d'envoyer les premières veilles cycloniques pour la côte de l'État de Veracruz au Mexique. Les veilles furent allongés vers l'État de Tabasco le 12 octobre au matin à cause d'une incertitude sur la trajectoire du système.
Après avoir dérivé lentement vers le nord, et s'être renforcé malgré le cisaillement modéré des vents en altitude, Karl a inversé sa trajectoire le 13 octobre au matin et commencé à faiblir. Le NHC a mentionné que Karl devait produire des accumulations importantes de pluie sur des parties des États de Veracruz, Tabasco, Chiapas et Oaxaca. À 3 h UTC le 15 octobre, le système devenait de plus en plus désorganisé et le NHC l'a déclassé à dépression tropicale à 120 km à l'ouest-nord-ouest de Ciudad del Carmen dans le sud de la baie. À 9 h UTC, les images satellitaires et radar indiquaient que le cyclone n'avait produit aucune convection profonde organisée depuis midi la veille. Karl était donc devenu une dépression résiduelle en dissipation rapide juste au large de Paraiso, Tabasco et le NHC a cessé ses bulletins.
La pluie associée à Karl a causé d'importantes inondations dans le sud du Mexique, endommageant au moins 300 maisons, 100 entreprises et des ponts. Un décès lié à la tempête a été signalé dans la municipalité de Pichucalco au Chiapas,. La sécurité civile a annoncé que dans cette même municipalité, plus d'un millier de personnes, rassemblées pour un événement religieux, ont été évacuées préventivement, en raison de l'augmentation du niveau de la rivière, et 40 familles, soit environ 120 personnes, ont aussi été évacuées à cause des inondations atteignant jusqu'à trois mètres dans cinq quartiers.

### OuraganLisa
Le 28 octobre, le NHC a commencé à suivre une large zone dépressionnaire au large des îles ABC dans la mer des Caraïbes dont la formation avait été prévue par les modèles de prévision numérique du temps dès le 25. Les jours suivants, les nuages convectifs se sont lentement organisés au sud d'Hispaniola. Le 30 octobre à 21 h UTC, le NHC a lancé son premier bulletin pour le cyclone tropical potentiel Quinze situé à 425 km au sud-est de Kingston (Jamaïque) et des veilles cycloniques ont été émises pour la Jamaïque et les îles Caïmans. À 15 h UTC le 31, la zone dépressionnaire est devenue un centre fermé selon les données satellitaires et les rapports d'avions de reconnaissance. Le NHC a alors rehaussé le système au niveau de tempête tropicale, nommée Lisa, située à 285 km au sud de la Jamaïque. En soirée, les veilles et alertes cycloniques ont été déplacées vers la côte caraïbéenne du Honduras jusqu'à la péninsule du Yucatán.
En se dirigeant vers l'ouest, Lisa est passée sur des eaux très chaudes et le cisaillement des vents s'est atténué ce qui lui a permis de s'intensifier. À 12 h UTC le 2 novembre, le système compact est devenu un ouragan de catégorie 1 dans la golfe du Honduras à 100 km au nord de l'île de Roatán. Le centre de l'ouragana touché la côte du Belize vers 21 h 20 UTC près de l'embouchure du fleuve Sibun à 16 km au sud-ouest de Belize City. Ses vents soutenus ont été estimés à 140 km/h et la pression centrale à 990 hPa.
Perdant ensuite de son intensité à cause de la friction, Lisa est retombé à tempête tropicale dès 3 h UTC le 3 novembre à la frontière Belize-Guatemala. Celle-ci est entrée dans l'État de Campeche, au Mexique, tôt le matin et fut déclassée à dépression tropicale à 15 h UTC. En soirée, elle est passée près de Villahermosa, Tabasco. À 9 h UTC le 4, Lisa est entrée dans la baie de Campêche mais dans des conditions de cisaillement des vents peu favorables à un redéveloppement. Le 5 novembre à 15 h UTC, elle est devenue une dépression résiduelle mal définie et en dissipation ce qui a amené le NHC à cesser ses bulletins.
Il n'y a aucun décès relié au passage de Lisa. Cependant, l'onde de tempête dans la région de Belize City a inondé une grande partie de la ville, les vents violents ont renversé des arbres et des poteaux électriques, ainsi qu'endommagé plusieurs maisons alors que certaines structures se sont complètement effondrées. Douze refuges dans la ville ont servi à abriter 1 221 personnes. Au Guatemala, 19 habitations ont été endommagées par les inondations à Melchor de Mencos, à la frontière avec le Belize. Lisa a également donné de fortes pluies dans le sud du Mexique.

### OuraganMartin
Le NHC a commencé à suivre une onde le long d'un creux barométrique non tropical au nord de Porto Rico le 25 octobre. Les jours suivants, elle est remontée vers le nord mais n'a jamais montré un réel potentiel de développement. Le soir du 30 octobre, il a même semblé que l'onde, devenue une dépression coupée, devait fusionner avec un système frontal bien au nord-est des Bermudes sans devenir tropical. Malgré cela, le 1er novembre la dépression s'est entourée d'orages et à 15 h UTC, le NHC l'a déclaré tempête tropicale Martin à 885 km à l'est-nord-est des Bermudes. Elle est alimentée par une forte instabilité entre l'air très froid en altitude et une température de surface de la mer de seulement 25 °C.
Le 2 novembre à 15 h UTC, Martin fut rehaussé au niveau d'ouragan de catégorie 1 alors que le système était à 1 270 km au sud-sud-est du cap Race, Terre-Neuve. Sa vitesse de déplacement était en accélération à l'approche d'un creux frontal venant des provinces atlantiques du Canada et sa trajectoire tourna vers le nord-est. L'interaction avec le creux a mené Martin à subir une transition post-tropicale au cours des 24 heures suivantes. À 21 h UTC le 3, le NHC l'a reclassé intense tempête des latitudes moyennes à 1 425 km à l'est-nord-est de cap Race avec une pression centrale estimée de 950 hPa.
L'ex-Martin est remonté à plusieurs centaines de kilomètres au sud du Groenland avant de tourner vers l'est et de faiblir en approchant du nord des îles Britanniques,.

### OuraganNicole
Le NHC a commencé à suivre une vaste zone dépressionnaire dans la mer des Caraïbes le 5 novembre. Celle-ci a développé une dépression associée à des averses et des orages désorganisés juste au nord de Porto Rico, dans le sud-ouest de l'Atlantique, le lendemain. À 10 h UTC le 7, le NHC a émis son premier bulletin concernant la tempête subtropicale Nicole, situé à 895 km à l'est des îles du nord des Bahamas, et une veille cyclonique a été émise pour cet archipel. Les veilles ou alertes ont été allongées vers la côte de la Floride et de Géorgie dans les bulletins suivants.
Le 8 novembre, la tempête s'est intensifiée à l'approche des Bahamas et la convection profonde s'est développée près du centre, y ramenant sur un plus petit rayon les vents maximaux, ce qui a suggéré qu'elle avait fait la transition vers une tempête purement tropicale dès 15 h UTC. Le 9 novembre à 16 h 55 UTC, les données du radar météorologique et de surface montrèrent que le centre de Nicole a touché l'île de Great Abaco à Marsh Harbour avec des vents soutenus de 110 km/h et une pression centrale estimée de 985 hPa. À 23 h, les observations d'un avion de reconnaissances ont montré que le système était devenu un ouragan de catégorie 1 à 40 km à l'est-nord-est de Freeport (Bahamas).
À 8 h UTC le 10, les radars météorologiques de Miami et Melbourne en Floride ont montré que Nicole a touché la côte de cet État juste au sud de Vero Beach avec des vents soutenus de 120 km/h. L'heure suivante, la friction a ramené le cyclone au seuil de tempête tropicale se dirigeant vers le centre de la Floride. Après avoir incurvé sa trajectoire vers le nord-ouest, Nicole est sortie brièvement sur le golfe du Mexique un peu après 18 h UTC, entre Tampa et Homosassa. Par la suite, elle a longé la côte ouest de la Floride vers la région du Big Bend Coast et à 3 h UTC le 11, Nicole a été rétrogradée à dépression tropicale à 35 km au nord de Tallahassee et est entrée en Géorgie. À 21 h UTC, Nicole est devenu une dépression post-tropicale à 85 km au sud-sud-ouest de Charleston (Virginie-Occidentale), se déplaçant à 76 km/h pour être absorbée en périphérie d'une dépression qui se creusait sur les Grands Lacs.
Au 11 novembre, on dénombrait 11 décès (6 en République dominicaine et 5 aux États-Unis) liés à la tempête,. Les dégâts s'élevaient entre 500 millions et 1 milliard de $US,.

## Autres systèmes

### Cyclone tropical potentielQuatre
Le 15 août, le NHC a noté pour la première fois une zone orageuse associée à une onde tropicale située au centre de la mer des Caraïbes. Le système est remonté le long de l'Amérique centrale et a débouché le 19 août sur la baie de Campêche avec une large zone dépressionnaire en surface mais des averses toujours désorganisées. En raison de son potentiel de développement pour le nord-est du Mexique et le sud du Texas, le NHC a lancé son premier bulletin de cyclone tropical potentiel à 21 h UTC le même jour,.
Le 20 août, un avion de reconnaissance n'a pas rapporté de circulation fermée mais seulement un creux barométrique. Ce dernier est entré plus tard dans les terres au sud de l'embouchure du Río Grande. Le système n'ayant plus de potentiel de développement, le NHC a émis son dernier bulletin à 3 h UTC le 21 août,.
La perturbation, qui n'est jamais devenue un cyclone tropical, a donné de fortes pluies sur la côte du Tamaulipas, Mexique, et celle du sud-est du Texas. Cependant, aucun signalement de dommages n'a été reçu.